# Krementjuk
Krementjuk (ukrainsk: Кременчук, tr. Krementjuk; russisk: Кременчуг, tr. Krementjug) er en vigtig industriby med ca. 215.271 (2022) indbyggere i Poltava oblast i det centrale Ukraine ved floden Dnepr.

## Historie
Krementjuk blev antagelig grundlagt i 1571. Navnet består af de to ord "Kremen" (dansk: ~ mineralet flint) og "tjuk", som kommer fra det ukrainske ord "chuyu", der betyder plade, da byen ligger på en stor flintplade.
Byens placering ved den sydlige del af floden Dnepr og placeringen på vejen mellem Moskva og Sortehavet har gennem historien gjort at byen har haft en vigtig økonomisk betydning og frem til 1655 var den en rig kosakby.
I 1625 blev Kurukoveaftalen mellem kosakker og polakker underskrevet ved indsøen Kurukove i Krementjuk
Under 2. verdenskrig blev byen hårdt ramt, både under okkupationen og under slaget ved Dnepr. Byen mangler derfor næsten helt gammel bebyggelse da mere end 90 % af byen blev ødelagt under krigen. Byens tidligere betydelige jødiske befolkning blev næsten helt udryddet under krigen. 29. september, dagen da byen blev generobret af Den Røde Hær i 1943, fejres fortsat i Krementjuk som "Byens dag".

## Galleri
- Leninstatuen i Krementjuk centrum. I baggrunden ses noget af den bebyggelsen, der blev rejst efter ødelæggelserne under 2. verdenskrig
- Dnepr ved Krementjuk